# Wielkie Sioło (Mołodeczno)
Wielkie Sioło – dawniej wieś, obecnie dzielnica Mołodeczna na Białorusi, w obwodzie mińskim, w rejonie mołodeckim.

## Historia
W czasach zaborów wieś w okręgu wiejskim Wielkie Sioło, w gminie Mołodeczno, w powiecie wilejskim, w guberni wileńskiej Imperium Rosyjskiego. W 1865 roku liczyła 461 mieszkańców dusz rewizyjnych, należała do dóbr Rajewszczyzna, własność Oskierków.
W latach 1921–1945 wieś leżała w Polsce, w województwie wileńskim, w powiecie wilejskim, od 1927 roku w powiecie mołodeczańskim, w gminie Mołodeczno.
Według Powszechnego Spisu Ludności z 1921 roku zamieszkiwało tu 841 osób, 4 były wyznania rzymskokatolickiego a 837 prawosławnego. Jednocześnie 4 mieszkańców zadeklarowało polską, 834 białoruską a 3 rosyjską przynależność narodową. Było tu 157 budynków mieszkalnych. W 1931 w 183 domach zamieszkiwało 981 osób.
Wierni należeli do parafii rzymskokatolickiej i prawosławnej w Mołodecznie. Miejscowość podlegała pod Sąd Grodzki w Mołodecznie i Okręgowy w Wilnie; właściwy urząd pocztowy mieścił się w Mołodecznie.
W wyniku napaści ZSRR na Polskę we wrześniu 1939 miejscowość znalazła się pod okupacją sowiecką. 2 listopada została włączona do Białoruskiej SRR. Od czerwca 1941 roku pod okupacją niemiecką. W 1944 miejscowość została ponownie zajęta przez wojska sowieckie i włączona do Białoruskiej SRR.
Od 1991 w składzie niepodległej Białorusi.